# Letoun

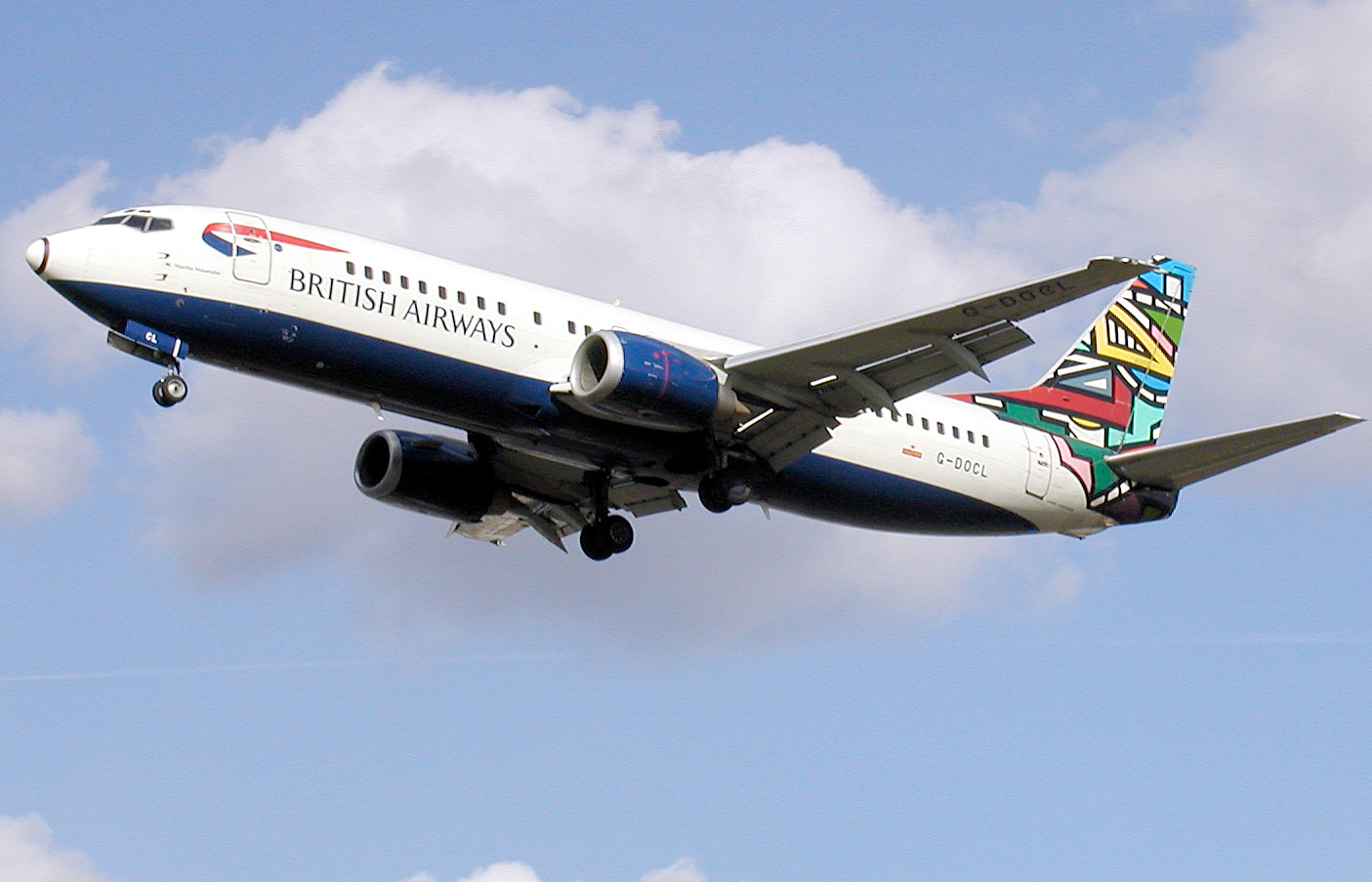
Letoun Boeing 737-400 při přistávání

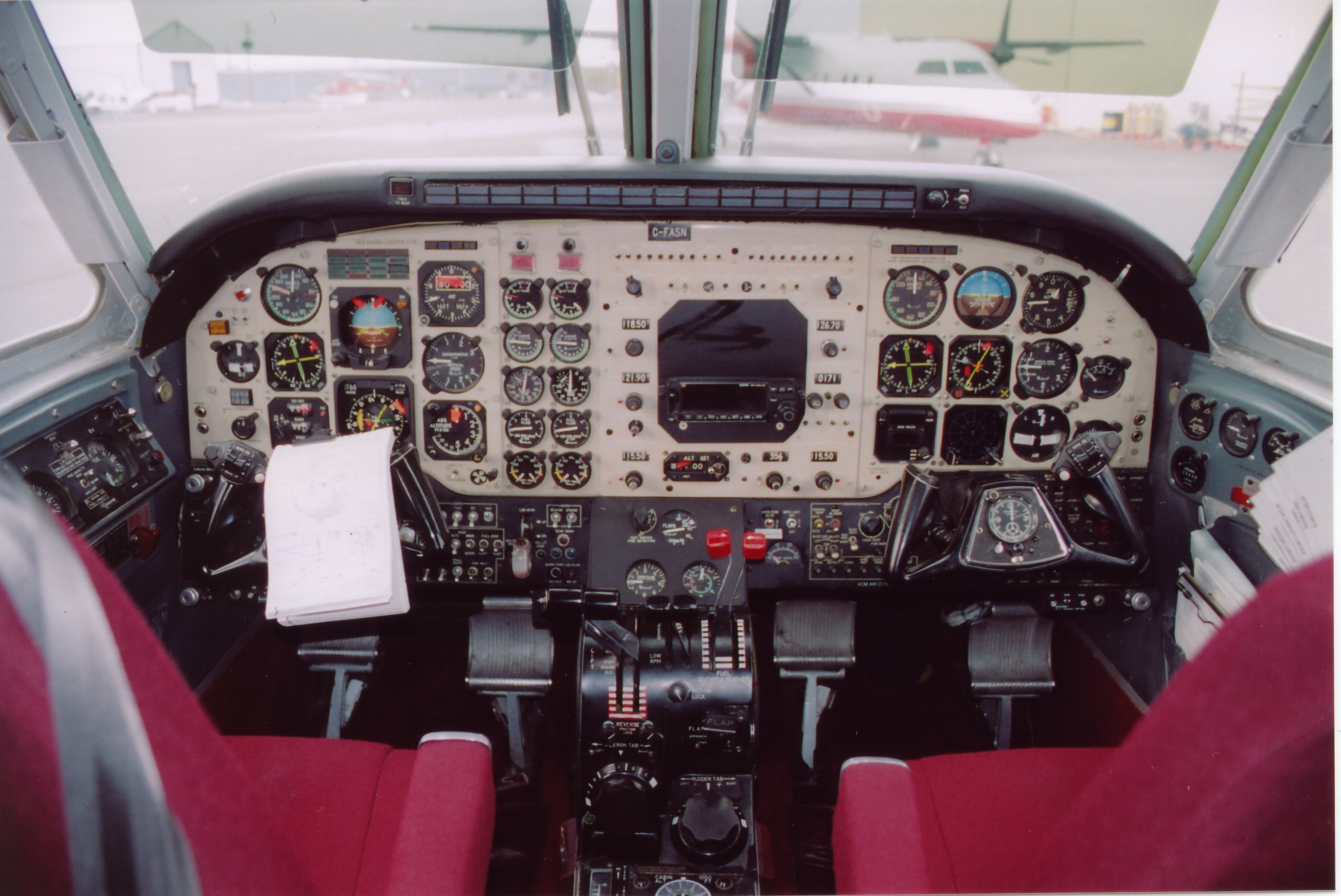
Pohled do kokpitu letounu

Letoun je motorové letadlo těžší než vzduch, používající ke svému pohybu aerodynamických sil (tedy aerodyn, na rozdíl od aerostatů, využívajících k letu aerostatických sil), s pevnými nosnými plochami (obvykle s pevnými křídly).
Letouny spolu s kluzáky patří do skupiny plošníků.

## Vývoj

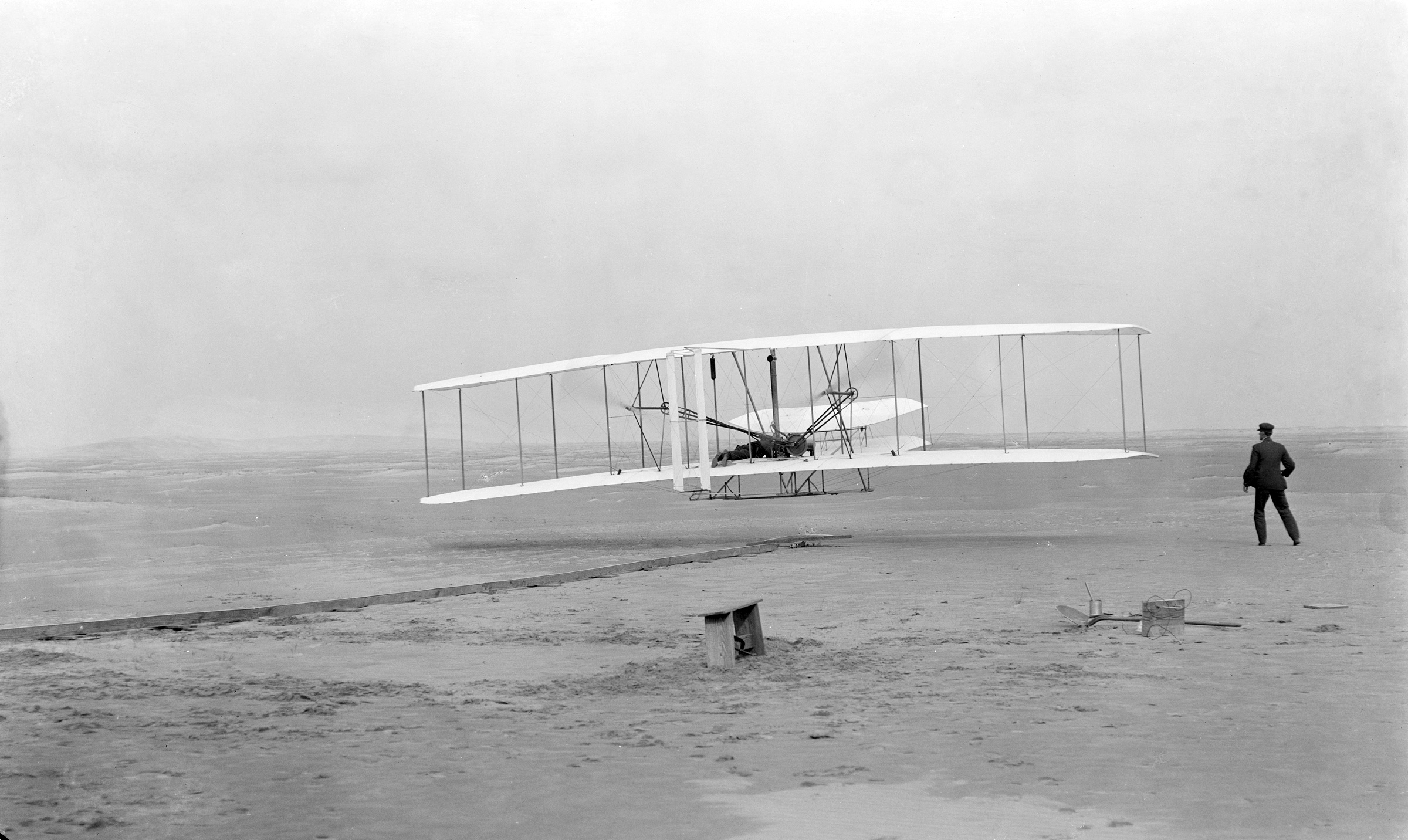
Wright Flyer, první letoun na světě

Významný krok učinil benediktinský mnich Eilmer počátkem 11. století, který letěl 200 metrů kluzákem. Dalším, kdo se aktivně zajímal o konstrukci létajících strojů, byl Leonardo da Vinci, jehož návrhy předběhly ostatní konstruktéry asi o 400 let. Ti se snažili zprvu jen napodobovat let ptáků a jejich obléknutelná křídla žádný úspěch nezaznamenala. Pro aeronautiku byl zlomovým rok 1738, kdy švýcarský matematik Daniel Bernoulli objevil princip vztlaku. V podstatě jde o to, že plyny a kapaliny pohybující se rychle vytváří menší tlak než ty pomalejší. Tento objev dal vzniknout tvaru křídla v takové podobě, v níž ho známe dodnes. Věc se má tak, že vzduch se rozdělí na hraně křídla na dvě části; ta část, která obtéká horní (vyklenutou) část křídla, musí urazit větší vzdálenost a proto se pohybuje větší rychlostí než vzduch proudící pod spodní plochou stranou křídla. Díky tomu je nad křídlem menší tlak než pod ním. Tento rozdíl se nazývá vztlak.
Vztlaku se snažilo v 19. století využít mnoho leteckých průkopníků při konstrukci primitivních kluzáků. Prvním, komu se to povedlo, byl roku 1853 sir George Cayley, který je často titulován jako „otec létání“. Ovšem na skutečné letadlo musel svět počkat až do 90. let 19. století, kdy bratři Wrightové zkonstruovali křídlo umožňující plně kontrolovaný let. To mělo v řezu tvar kapky, tedy široké a zaoblené na náběžné hraně a úzké na hraně odtokové. Poslední překážkou letu strojů těžších než vzduch již byla jen otázka, jak dosáhnout potřebného vztlaku, tedy rychlosti proudění vzduchu kolem křídel. Bratři Wrightové to vyřešili lehkým motorem, který poháněl vrtuli složenou z několika listů tvaru křídel umístěných na letadle ve svislé poloze. Tím vytvářeli „tah“, který poháněl letadlo dopředu; tím bylo dosaženo dostatečné rychlosti a tím i proudění vzduchu k vzniku vztlaku umožňujícího let.
První let uskutečnili bratři Wrightové s takovýmto strojem pojmenovaným Flyer I [ˈflaɪə wʌn] (avšak dnes je známý spíš jako Kitty Hawk [ˈkɪti hɔːk]) 17. prosince 1903 v Severní Karolíně. Let trval 12 sekund, za nichž stroj uletěl 36 metrů. Stejný princip, který použili bratři Wrightové, se začal používat u všech poté konstruovaných letadel, a to až po ta dnešní. Rozdílné je dnes jen použití materiálů a proudových motorů vynalezených ve 40. letech 20. století.

## Rozdělení letounů

### Podle účelu
- Dopravní letoun
- Vojenský letoun
- Sportovní letoun
- Experimentální letoun

### Podle pohonu
Letouny používají tyto pohonné jednotky:
- tryskové
  - lopatkové
    - proudové
    - dvouproudové
    - turbohřídelové

  - bezlopatkové
    - náporové
    - pulzační

  - raketové (jen některé experimentální stroje)

- vrtulové
  - pístové
  - turbovrtulové
  - reaktivní vrtule (experimentální)
  - elektroplán

### Podle nosných ploch
Toto dělení vychází z počtu a uspořádání nosných ploch:
- jednoplošníky (monoplány)
  - hornoplošníky
  - dolnoplošníky
- dvojplošníky (biplány)
- trojplošníky (triplány)
  - další víceplošníky (např. čtyřplošníky) jsou raritní a pro vzájemné ovlivnění příliš blízkých křídel málo funkční
- kachny (mají výškovku umístěnou před křídlem)
- samokřídla (mají jedinou nosnou plochu s funkcí výškovky i křídla)

### Podle způsobu vzletu a přistání
Podle druhu vzletové a přistávací dráhy na
- pozemní (teraplány)
  - kolové (klasické uspořádání)
  - ližinové (zimní resp. arktické)
- vodní (hydroplány).

### Podle speciálního způsobu vzletu
Zde existují některé speciální typy:
- VTOL = Vertical Take off and Landing = kolmo vzlétající a přistávající,
- STOL = Short Take off and Landing = krátce vzlétající a přistávající.